# Тэсс, Николай Владимирович
Николай Владимирович Тэсс (02.04.1921- 7.12.2006, Рига, Латвия) — советский офицер, латышский политический заключённый. Майор в отставке. Участник Великой Отечественной войны. Житель блокадного Ленинграда. Лауреат премии «Соотечественник года-2005»

## Биография
Призван Куйбышевским РВК (г. Ленинград, Куйбышевский район), служил с 03.11.1939. Дата завершения службы: 01.02.1955.
Воинские места службы:
- 194 зенитный артиллерийский полк
- 02.08.1941 — Ленинградский военно-пересыльный пункт, Ленинградская обл., г. Ленинград,
- 952 стрелковый полк 268 стрелковой дивизии
- 01.01.1944 — 78 запасной стрелковый полк, 223 армейский запасной стрелковый полк
- 31.12.1943 — 47 запасной артиллерийский полк, 36 запасной стрелковой дивизии (бригады),
- 56 стрелковая бригада
- 18.09.1943 — 36 запасная стрелковая бригада, 5 батальон выздоравливающих,
- 131 стрелковая дивизия, 48 запасной стрелковый полк.

В Латвии проживал по адресу: LV-1013, Кр. Волдемара 147/3-144.
19 марта 1998 года обвинение возбудило дело о деятельности г-на Тэсса в феврале-марте 1949 года. Его подозревали в активном участии в операции «Прибой». Решением от 21 марта 2001 г. ему было предъявлено обвинение в совершении преступления, предусмотренного статьей 681 Уголовного кодекса 1961 года. В соответствии с этим в результате решения г-н Тэсс составил и подписал приказы об аресте и депортации 42 семей.
Суд начался в феврале 2002 года. Г-н Тэсс обратился в Конституционный суд, утверждая, что статьи 611 и 681 Уголовного кодекса 1961 года были несовместимы с национальным и международным правом.
Его ходатайство, как и все последующие обращения в Конституционный суд, было отклонено.
Суд несколько раз приостанавливался, в частности, из-за плохого здоровья нескольких потерпевших и Тэсс. 16 декабря 2003 года Тэсс был признан виновным в совершении преступления, противоречащего статье 681 Уголовного кодекса.
16 декабря 2003 г. Курземский окружной суд приговорил Н. В. Тэсса к двум годам тюремного заключения условно после длительного процесса, отложенного из-за плохого состояния здоровья. После этого он подал апелляцию в Верховный суд Латвии (безуспешно)
Н. В. Тэсс обжаловал это решение в Верховном суде Латвии и добивался вынесения оправдательного приговора, однако в ходе апелляционного рассмотрения 11 ноября 2004 г. приговор был оставлен без изменений.
В период с февраля 2002 года по февраль 2004 года Тэсс подал ещё два неудачных конституционных заявления.
Комментарий МИД России: «дело против Н. В. Тэсса сфабриковано и носит политически заданный характер. Напомним, что в вину Н. В. Тэссу вменяется составление списков лиц в ходе проводившихся правоохранительными органами Латвийской ССР в 1940-х гг. административных высылок. Во время слушаний по данному делу отсутствовали потерпевшие, а лица, проходившие как „свидетели“, не могли подтвердить даже косвенную виновность обвиняемого».
В ноте МИДа России сказано, что Европейский суд по правам человека 12 декабря 2002 года "в постановлении по иску Н. В. Тэсса против Латвии указал, что статья 7 Конвенции о защите прав человека и основных свобод «запрещает ретроактивное применение уголовного законодательства во вред обвиняемому».. Однако такого дела на сайте ЕСПЧ нет
Россия раскритиковала Латвию за судебные процессы над бывшими советскими чиновниками и советскими партизанами, обвиняя их в нарушении международных стандартов (например, нота МИД России от 18 ноября 2004 г).
В 2014 году Европейский суд по правам человека (жюри в составе: Päivi Hirvelä (Финляндия), President, Ineta Ziemele (Латвия), George Nicolaou (Кипр), Ledi Bianku (Албания), Nona Tsotsoria (Грузия), Zdravka Kalaydjieva (Болгария), Paul Mahoney (Великобритания)) признал заявление Николая Тэсса неприемлемым. Что касается существа, жалоба была отклонена из-за неисчерпания внутренних средств правовой защиты — г-н Тэсс не оспаривал закон, на котором был основан приговор, в Конституционном суде Латвии.

## Награды
Медали: «За отвагу» (06.11.1947, за подвиг 01.05.1943-31.05.1943) «За оборону Ленинграда» (22.12.1942, 18.11.1943), «За победу над Германией в Великой Отечественной войне 1941—1945 гг.» (09.05.1945).
Лауреат премии «Соотечественник года-2005»